# Eupackardia polyommata
Eupackardia polyommata är en fjärilsart som beskrevs av Johann Gottlieb Otto Tepper 1882. Eupackardia polyommata ingår i släktet Eupackardia och familjen påfågelsspinnare. Inga underarter finns listade i Catalogue of Life.